# Sei Ashina
Sei Ashina (Fukushima, 22 de noviembre de 1983 – Tokio, 14 de septiembre de 2020) fue una actriz y modelo japonesa, reconocida principalmente por interpretar el papel de Hime en la serie de televisión Kamen Rider Hibiki y por su participación en la película de François Girard Silk (2007).
La actriz fue encontrada sin vida el 14 de septiembre de 2020 en su hogar en el barrio Shinjuku de Tokio. Su agencia confirmó la noticia y afirmó que actualmente la causa del deceso es motivo de investigación.

## Filmografía

### Cine
- Sekai no Owari (2004)
- Kamen Rider Hibiki & The Seven Senki (2005)
- Silk (2007)
- Tatoe Sekai ga Owattemo (2007)
- Mayu-Kokoro no Hoshi- (2007)
- Kamui Gaiden (2009)
- NANASE: The Psychic Wanderers (2010)
- Tale of Genji: A Thousand Year Engima (2011)
- Killing For The Prosecution (2018)
- Impossibility Defense (2018)
- Perfect World (2018)
- AI Hōkai (2020)

### Televisión
- Stand Up!! (2003)
- Dollhouse (2004)
- Kamen Rider Hibiki (2005)
- Broccoli (2006)
- Tsubasa No Oreta Tenshitachi (2007)
- Swan no Baka (2007)
- Giragira (2008)
- Bloody Monday (2008)
- Saru Lock (2009)
- Untouchable (2009)
- Bloody Monday 2 (2010)
- Watashi wa Shadow (2011)
- Nobunaga no Chef (2013)
- Nobunaga no Chef 2 (2014)
- The Emperor's Cook (2015)
- Specialist (2016)